# Fred Stoller
Fred Stoller (ur. 19 marca 1965 w Chicago) – amerykański aktor, komik, scenarzysta i aktor dubbingowy. Najbardziej jest znany z sitcomu: „Wszyscy kochają Raymonda”, gdzie grał regularną rolę Gerarda. Napisał scenariusz do dwóch odcinków serialu Kroniki Seinfelda.

## Filmografia
- Głupi i głupszy (1994) jako człowiek obok budki telefonicznej
- Ski Hard (1995) jako Mel Horner
- Joe Dirt (2001) jako nauczyciel chemii
- Zwierzak (2001) jako dziennikarz
- Austin Powers i Złoty Członek (2002)
- Kontrola gniewu (2005)
- Mały (2006) jako Richard
- Sezon na misia 2 (2008) jako Stanley
- Sezon na misia 3 (2010) jako Stanley
- The Change-Up (2011)
- Fred & Vinnie (2011) jako Fred

## Praca telewizyjna
- Dr. Katz, profesjonalny terapeuta (5 odcinków, 1995–1997)
- The Drew Carey Show (1 odcinek, 1995)
- Kroniki Seinfelda (2 odcinki, 1995)
- Alright Already (1997)
- Przyjaciele (1997, 2001)
- Pomoc domowa (4 odcinki, 1997–1999 jako farmaceuta Fred)
- Wszyscy kochają Raymonda (8 odcinków, 1999–2003)
- Sabrina, nastoletnia czarownica (2 odcinki, 1998, 1999)
- Norman w tarapatach (3 odcinki, 1999)
- Diabli nadali (1 odcinek, 2000)
- Dharma i Greg (1 odcinek, 2001)
- Jak wychować tatę (3 odcinki, 2001–2002)
- Hoży doktorzy (2 odcinki, 2002–2005)
- All Grown Up! (2003–2006)
- Szkolny poradnik przetrwania (8 odcinków, 2004–2007 jako pan Lowe)
- Drake i Josh (1 odcinek, 2005 jako Lenny Spodnick)
- Nie ma to jak hotel (1 odcinek, 2006)
- Złota Rączka (88 odcinków, 2006 jako zardzewiały Klucz do rur)
- WordGirl (od 2007)
- Cory w Białym Domu (1 odcinek, 2007)
- Random! Cartoons (1 odcinek, 2007)
- Na imię mi Earl (1 odcinek, 2007)
- 2 Girls, 1 Cup: The Show (1 odcinek, 2008)
- Hannah Montana (1 odcinek, 2008 jako Howard)
- Pingwiny z Madagaskaru (12 odcinek, 2009–2011 jako Wiewiórka Fred)
- Super Hero Squad (1 odcinek, 2011 jako Molecule Man)
- Taniec rządzi (1 odcinek, 2011 jako Sensei Ira)
- Szczęśliwie Rozwiedziony (1 odcinek, 2011)
- Czarodzieje z Waverly Place (4 odcinki, 2011 jako Dexter)